# Cinco Villas (Aragón)
Las Cinco Villas (Cinco Villas en aragonés) es una comarca situada en el norte de la provincia de Zaragoza, en Aragón (España). Su capital es Ejea de los Caballeros.

## Etimología
Las Cinco Villas que le dan el nombre son Tauste, Ejea de los Caballeros (capital comarcal), Sádaba, Uncastillo y Sos del Rey Católico.

## Historia
En 1894 nace en Cinco Villas el inventor Rafael Suñén.

## Municipios
La comarca engloba a los municipios de Ardisa, Asín, Bagüés, Biel, Biota, Castejón de Valdejasa, Castiliscar, Ejea de los Caballeros, Erla, El Frago, Isuerre, Layana, Lobera de Onsella, Longás, Luesia, Luna, Marracos, Navardún, Orés, Las Pedrosas, Piedratajada, Los Pintanos, Puendeluna, Sádaba, Sierra de Luna, Sos del Rey Católico, Tauste, Uncastillo, Undués de Lerda, Urriés y Valpalmas.

## Geografía
Limita al oeste con Navarra, el este con la Hoya de Huesca, al sur con la Ribera Alta del Ebro, la Comarca Central y con el Campo de Borja, y al norte con la Jacetania.

## Historia

### La comarca como institución
La ley de creación de la comarca es la 26/2002 del 26 de noviembre de 2002. Se constituyó el 8 de enero de 2003. Las competencias le fueron traspasadas el 1 de marzo de 2003.

## Política
| Cargo      | Nombre                                    | Ayuntamiento                        | Partido Político      |  |
| ---------- | ----------------------------------------- | ----------------------------------- | --------------------- |  |
| Presidente | Santos Navarro Giménez                    | Alcalde de Sádaba                   | PSOE                  |  |
| Secretario | Rafael Carlos Pastor Oliver               | -                                   | -                     |  |
| Vocal      | Juana Teresa Guilleme Canales             | Concejala de Ejea de los Caballeros | PSOE                  |  |
| Vocal      | María Elena Guinda Villanueva             | Concejala de Ejea de los Caballeros | PSOE                  |  |
| Vocal      | María Mercedes Zorroza Ruesta             | Concejala de Sos del Rey Católico   | PSOE                  |  |
| Vocal      | Ezequiel Marco Elorri                     | Alcalde de Biota                    | PSOE                  |  |
| Vocal      | Gil Gil Gil                               | Alcalde de Castejón de Valdejasa    | PSOE                  |  |
| Vocal      | Jesús Gay Cortés                          | Alcalde de Layana                   | PSOE                  |  |
| Vocal      | Joaquín Torralba Nadal                    | Concejal de Las Pedrosas            | PSOE                  |  |
| Vocal      | José Antonio de Sus Cegoñino              | Alcalde de Piedratajada             | PSOE                  |  |
| Vocal      | José Daniel Machín Cortés                 | Alcalde de Castiliscar              | PSOE                  |  |
| Vocal      | José Escabosa Romeo                       | Concejal de Luesia                  | PSOE                  |  |
| Vocal      | José Luis Felipe Eduardo Abenia Pardos    | Alcalde de Uncastillo               | PSOE                  |  |
| Vocal      | José Manuel Angoy Trullenque              | Alcalde de Erla                     | PSOE                  |  |
| Vocal      | Luis Miguel Casajús Ciudad                | Concejal de Luna                    | PSOE                  |  |
| Vocal      | Rogelio Garces Burguete                   | Alcalde de Asín                     | PSOE                  |  |
| Vocal      | Salvador Borgoñon Giménez                 | Concejal de Tauste                  | PSOE                  |  |
| Vocal      | Tomas Reyes Cortes Ferrandez              | Concejal de Orés                    | PSOE                  |  |
| Vocal      | Ángel Javier Ansó Ejea                    | Concejal de Tauste                  | PP                    |  |
| Vocal      | Antonio Campos Idoipe                     | Alcalde de Orés                     | PP                    |  |
| Vocal      | Carlos María Gabás Murillo                | Alcalde de Navardún                 | PP                    |  |
| Vocal      | María de los Ángeles Salafranca Cativiela | Concejala de Ejea de los Caballeros | PP                    |  |
| Vocal      | Marta Pallás Buey                         | Concejala de Lobera de Onsella      | PP                    |  |
| Vocal      | Eduardo López Torralba                    | Alcalde de Marracos                 | PP                    |  |
| Vocal      | Jaime Lacosta Aragüés                     | Alcalde de Luesia                   | PP                    |  |
| Vocal      | Jesús Mayayo Solana                       | Alcalde de Longás                   | PP                    |  |
| Vocal      | Juan Arboniés Moliner                     | Alcalde de Undués de Lerda          | PP                    |  |
| Vocal      | Luis Miguel Auría Giménez                 | Alcalde de Luna                     | PP                    |  |
| Vocal      | Mariano Abad Torrero                      | Concejal de Biota                   | PP                    |  |
| Vocal      | Albert Parra Otal                         | Concejal de Biel                    | Candidaturas en Común |  |
| Vocal      | Carlos Barbacil Vela                      | Concejal de Piedratajada            | Candidaturas en Común |  |
| Vocal      | Juan Carlos Garcés Ansó                   | Concejal de Tauste                  | Candidaturas en Común |  |
| Vocal      | María Luisa Naudín Lambán                 | Alcaldesa de Sierra de Luna         | PAR                   |  |
| Vocal      | José Lafuente Dieste                      | Alcalde de Valpalmas                | PAR                   |  |
| Vocal      | Fancho Chabier Mayayo Artigas             | Alcaldesa de Sierra de Luna         | CHA                   |  |
| Vocal      | Jesús Manuel Sanz Malón                   | Concejal de Uncastillo              | CHA                   |  |

| Elecciones 2015       |        |         |         |            |
| Partido               | Votos  | % Votos | Electos | Consejeros |
| PSOE                  | 7.391  | 45,29%  | 72      | 17         |
| PP                    | 5.113  | 31,33%  | 47      | 11         |
| Candidaturas en Común | 1.519  | 9,31%   | 7       | 3          |
| PAR                   | 1.162  | 7,17%   | 20      | 2          |
| CHA                   | 943    | 5,78%   | 9       | 2          |
| CA                    | 116    | 0,71%   | 3       | 0          |
| AE El Frago           | 50     | 0,31%   | 5       | 0          |
| UCIN                  | 26     | 0,16%   | 1       | 0          |
| Total                 | 16.320 | 100%    | 163     | 35         |

## Territorio y población
| Nº | Municipio              | Extensión (km²) | % del total | Habitantes (2007) | % del total | Altitud (metros) | Pedanías                                                                             |
| -- | ---------------------- | --------------- | ----------- | ----------------- | ----------- | ---------------- | ------------------------------------------------------------------------------------ |
| 1  | Ardisa                 | 27              | 0,89        | 86                | 0,26        | 433              | Casas de Esper.                                                                      |
| 2  | Asín                   | 18              | 0,59        | 111               | 0,34        | 584              |                                                                                      |
| 3  | Bagüés                 | 30              | 0,98        | 33                | 0,01        | 890              |                                                                                      |
| 4  | Biel                   | 130             | 4,27        | 221               | 0,67        | 785              | Fuencalderas (ELM).                                                                  |
| 5  | Biota                  | 128             | 4,2         | 1.135             | 3,42        | 485              | Malpica de Arba.                                                                     |
| 6  | Castejón de Valdejasa  | 110             | 3,61        | 289               | 0,87        | 521              |                                                                                      |
| 7  | Castiliscar            | 40              | 1,31        | 360               | 1,84        | 493              |                                                                                      |
| 8  | Ejea de los Caballeros | 609             | 20          | 16.935            | 51,02       | 320              | Bardenas, El Bayo, El Sabinar, Farasdues, Pinsoro, Rivas, Santa Anastasia, Valareña. |
| 9  | Erla                   | 19              | 0,62        | 434               | 1,31        | 425              |                                                                                      |
| 10 | El Frago               | 33              | 1,86        | 115               | 0,35        | 629              |                                                                                      |
| 11 | Isuerre                | 20              | 0,66        | 45                | 0,14        | 661              |                                                                                      |
| 12 | Layana                 | 3               | 0,1         | 116               | 0,35        | 486              |                                                                                      |
| 13 | Lobera de Onsella      | 32              | 1,05        | 59                | 0,18        | 672              |                                                                                      |
| 14 | Longás                 | 49              | 1,61        | 43                | 0,13        | 840              |                                                                                      |
| 15 | Luesia                 | 126             | 4,13        | 416               | 1,25        | 810              |                                                                                      |
| 16 | Luna                   | 308             | 10,11       | 855               | 2,58        | 477              | Lacorvilla, Junez, Lacasta.                                                          |
| 17 | Marracos               | 17              | 0,56        | 114               | 0,34        | 688              |                                                                                      |
| 18 | Navardún               | 24              | 0,79        | 44                | 0,13        | 526              | Gordués, Gordun                                                                      |
| 19 | Orés                   | 54              | 1,77        | 106               | 0,32        | 647              |                                                                                      |
| 20 | Las Pedrosas           | 18              | 0,59        | 106               | 0,32        | 475              |                                                                                      |
| 21 | Piedratajada           | 22              | 0,72        | 167               | 0,50        | 423              |                                                                                      |
| 22 | Los Pintanos           | 79              | 2,59        | 43                | 0,13        | 809              | Undués Pintano, Pintano                                                              |
| 23 | Puendeluna             | 9               | 0,29        | 60                | 0,18        | 430              |                                                                                      |
| 24 | Sádaba                 | 129             | 4,23        | 1.692             | 5,01        | 454              | Alera.                                                                               |
| 25 | Sierra de Luna         | 43              | 1,41        | 309               | 0,93        | 401              |                                                                                      |
| 26 | Sos del Rey Católico   | 216             | 7,09        | 712               | 2,14        | 652              | Barués, Campo Real, Castillo Barués Mamillas, Novellaco, Sofuentes.                  |
| 27 | Tauste                 | 405             | 13,29       | 7.489             | 22,51       | 270              | Sancho Abarca, Santa Engracia (Tauste).                                              |
| 28 | Uncastillo             | 230             | 7,55        | 819               | 2,47        | 601              |                                                                                      |
| 29 | Undués de Lerda        | 43              | 1,41        | 64                | 0,19        | 633              |                                                                                      |
| 30 | Urriés                 | 37              | 1,21        | 47                | 0,14        | 557              |                                                                                      |
| 31 | Valpalmas              | 39              | 1,28        | 166               | 0,50        | 493              |                                                                                      |
| #  | Cinco Villas           | 3.047           |             | 33.196            |             |                  |                                                                                      |